# Hockey World League 2012-13 (vrouwen)
De Hockey World League 2012-13 voor vrouwen was de eerste editie van de World League en werd gehouden in de tweede helft van 2012 en in 2013 in de aanloop naar het wereldkampioenschap hockey voor vrouwen 2014 in Den Haag. Via de World League plaatsten zes landen zich voor dat WK. 45 landen deden mee. De finaleronde werd gehouden in het Argentijnse San Miguel de Tucumán. Nederland won de World League.
Tegelijkertijd met de World League voor vrouwen werd ook het mannentoernooi georganiseerd.

## Deelnemende landen

### Landen tot en met nummer 16 op de wereldranglijst
De nummers 1 t/m 8 plaatsen zich rechtstreeks voor ronde 3, de nummers 9 t/m 16 plaatsen zich rechtstreeks voor ronde 2. Uitgangspunt was de FIH-wereldranglijst van januari 2012.
1. Argentinië
2. Nederland
3. Duitsland
4. China
5. Engeland
6. Australië
7. Nieuw-Zeeland
8. Zuid-Korea
9. Japan
10. Spanje
11. India
12. Zuid-Afrika
13. Verenigde Staten
14. Azerbeidzjan
15. Ierland
16. Chili

### Landen vanaf nummer 17 op de wereldranglijst
Afrika
 Ghana

 Nigeria

Azië
 Kazachstan

 Maleisië

 Singapore

 Sri Lanka

Zuid-Amerika
 Barbados

 Brazilië

 Canada

 Guyana

 Trinidad en Tobago

 Uruguay

 Venezuela

Europa
 België

 Frankrijk

 Italië

 Litouwen

 Oekraïne

 Oostenrijk

 Rusland

 Schotland

 Tsjechië

 Turkije

 Wales

 Wit-Rusland

Oceanië
 Fiji

 Papoea-Nieuw-Guinea

 Samoa

 Vanuatu

## Schema

### Ronde 1
| Data                 | Locatie                           | Teams                                                       | Ronde 2 quotum | Ronde 2 gekwalificeerd                |
| -------------------- | --------------------------------- | ----------------------------------------------------------- | -------------- | ------------------------------------- |
| 14–19 augustus 2012  | Tsjechië, Praag                   | Wit-Rusland Tsjechië Frankrijk Italië Schotland Turkije     | 4              | Wit-Rusland Italië Schotland Tsjechië |
| 7–9 september 2012   | Ghana, Accra                      | Ghana Nigeria                                               | 1              | Ghana                                 |
| 14–16 september 2012 | Maleisië, Kuantan                 | Kazachstan Maleisië Singapore Sri Lanka                     | 2              | Maleisië Kazachstan                   |
| 18–23 september 2012 | Oostenrijk, Wenen                 | Oostenrijk België Litouwen Rusland Oekraïne Wales           | 4              | België Rusland Oekraïne Oostenrijk    |
| 11–17 november 2012  | Trinidad en Tobago, Port of Spain | Barbados Canada Guyana Trinidad en Tobago Uruguay Venezuela | 3              | Canada Uruguay Trinidad en Tobago     |
| 8–15 december 2012   | Fiji, Suva                        | Fiji Papoea-Nieuw-Guinea Samoa Vanuatu                      | 1              | Fiji                                  |

### Ronde 2
| Data                       | Locatie                  | Gekwalificeerd | Gekwalificeerd         | Gekwalificeerd                       | Halve finale quotum | Gekwalificeerd         |
| Data                       | Locatie                  | Gastland       | Via ranglijst          | Uit ronde 1                          | Halve finale quotum | Gekwalificeerd         |
| -------------------------- | ------------------------ | -------------- | ---------------------- | ------------------------------------ | ------------------- | ---------------------- |
| 21–27 januari 2013         | Zuid-Afrika, Kaapstad    | Zuid-Afrika    | Azerbeidzjan           | Oostenrijk België Ghana Oekraïne^1   | 2                   | Zuid-Afrika België     |
| 18–24 februari 2013        | Indonesië, New Delhi     | India          | Japan                  | Fiji Kazachstan Maleisië Rusland     | 2                   | India Japan            |
| 25 februari – 3 maart 2013 | Spanje, Valencia         | Spanje         | Ierland                | Wit-Rusland Canada^1 Tsjechië Italië | 2                   | Italië Spanje          |
| 4–10 maart 2013            | Brazilië, Rio de Janeiro | Brazilië       | Verenigde Staten Chili | Schotland Trinidad en Tobago Uruguay | 2                   | Verenigde Staten Chili |

Zuid-Afrika, India en Spanje waren al gekwalificeerd voor ronde 2 op basis van hun positie op de wereldranglijst, voordat zij tot gastland werden verkozen.
^1: Canada en Oekraïne trokken zich terug.

### Halve finales
| Data            | Locatie              | Teams gekwalificeerd | Teams gekwalificeerd               | Teams gekwalificeerd                       | Aantal naar finale | Gekwalificeerd                               |
| Data            | Locatie              | Gastland             | Via ranglijst                      | Uit ronde 2                                | Aantal naar finale | Gekwalificeerd                               |
| --------------- | -------------------- | -------------------- | ---------------------------------- | ------------------------------------------ | ------------------ | -------------------------------------------- |
| 13–22 juni 2013 | Nederland, Rotterdam | Nederland            | Duitsland Nieuw-Zeeland Zuid-Korea | België Chili India Japan                   | 4                  | Duitsland Nederland Zuid-Korea Nieuw-Zeeland |
| 22–30 juni 2013 | Engeland, Londen     | Engeland             | Argentinië China Australië         | Italië Zuid-Afrika Spanje Verenigde Staten | 3                  | Australië Engeland China                     |

England en Nederland waren reeds gekwalificeerd voor deze ronde op basis van de positie op de wereldranglijst voordat ze de organisatie van een halve finale kregen toegewezen.

### Finale
| Data                          | Locatie                           | Teams gekwalificeerd | Teams gekwalificeerd                                                  |
| Data                          | Locatie                           | Gastland             | Uit de halve finales                                                  |
| ----------------------------- | --------------------------------- | -------------------- | --------------------------------------------------------------------- |
| 30 november – 8 december 2013 | Argentinië, San Miguel de Tucumán | Argentinië           | Australië China Engeland Duitsland Zuid-Korea Nederland Nieuw-Zeeland |

Eindstand
1. Nederland
2. Australië
3. Engeland
4. Argentinië
5. Nieuw-Zeeland
6. China
7. Duitsland
8. Zuid-Korea

## Algehele eindstand
De FIH heeft de volgende eindstand opgesteld, waarbij alleen de landen zijn opgenomen die vanaf de tweede ronde in actie kwamen.
1. Nederland
2. Australië
3. Engeland
4. Argentinië
5. Nieuw-Zeeland
6. China
7. Duitsland
8. Zuid-Korea
9. Japan
10. Verenigde Staten
11. België
12. Italië
13. Zuid-Afrika
14. India
15. Spanje
16. Chili
17. Maleisië
18. Schotland
19. Wit-Rusland
20. Azerbeidzjan
21. Uruguay
22. Rusland
23. Ierland
24. Oostenrijk
25. Trinidad en Tobago
26. Kazachstan
27. Ghana
28. Tsjechië
29. Brazilië
30. Fiji

2012-13 (mannen/vrouwen) · 2014-15 (mannen/vrouwen) · 2016-17 (mannen/vrouwen)
Mannen:
ronde 1 ·
ronde 2 ·
halve finale ·
finale
Vrouwen:
ronde 1 ·
ronde 2 ·
halve finale ·
finale